# Kurt Habermann
Kurt Habermann (* 15. Januar 1939; † 7. März 2024) war Fußballspieler in Greifswald und Rostock. Für den SC Empor / FC Hansa Rostock bestritt er in der höchsten DDR-Fußballklasse Oberliga zwischen 1963 und 1970 100 Punktspiele.

## Sportliche Laufbahn
Sein erstes Spiel in der DDR-Liga-Mannschaft von Einheit Greifswald absolvierte Habermann im Alter von 21 Jahren zum Auftakt der Fußballsaison 1960 am 6. März im Heimspiel gegen die SG Dynamo Eisleben, das die Greifswalder mit 1:0 gewannen. In dieser Saison wurde er achtmal eingesetzt. Danach dauerte es über ein Jahr, ehe er wieder in der 1. Mannschaft zum Zuge kam. In der Saison 1961/62, die wegen der Umstellung vom Kalenderjahr- auf den Herbst-Frühjahr-Rhythmus über drei Runden lief, war Habermann von August 1961 an in 25 von 26 Punktspielen mit von der Partie und wurde fast immer auf der rechten Mittelfeldbahn eingesetzt. In der Spielzeit 1962/63 wurde er endgültig zum Stammspieler der Greifswalder, er bestritt alle Punktspiele, pendelte diesmal aber zwischen Mittelfeld und Angriff. In der Regel bildete er jedoch zusammen mit Helmut Hergesell das Mittelfeldtandem der Einheit-Elf.
Im Sommer 1963 wechselten beide Spieler zum Fußball-Leistungszentrum der Region, dem SC Empor Rostock. Habermann, der zuvor 59 Zweitligaspiele in Greifswald bestritten hatte, war als Alternativersatz für Rostocks Mittelfeldregisseur Heinz Minuth vorgesehen, der seine aktive Laufbahn beendet hatte. Nachdem Habermann zuvor schon fünf Einsätze im Intercup für die Rostocker absolviert hatte, übernahm er vom zweiten Spieltag der Saison 1963/64 an zunächst auch die Position von Minuth auf der linken Mittelfeldseite, wurde dort später aber von Klaus-Dieter Seehaus verdrängt und wechselte in den Sturm. Dort wurde er auch in den folgenden Jahren bevorzugt eingesetzt, ohne dass es ihm gelang, eine feste Stammposition zu erreichen.
Der internationale Abschnitt in Habermanns Fußballkarriere begann mit dem Intercup-Spiel Slovan Bratislava – Empor Rostock am 23. Juni 1963 (1:1). Insgesamt spielte Habermann 17 Mal im Intercup, doch mehr Bedeutung hatten seine Einsätze im Messestädte-Pokal der Saison 1969/70. Im Vorläufer des späteren UEFA-Pokals bestritt Habermann alle vier Spiele der Rostocker gegen Panionios Athen (3:0, 0:2) und Inter Mailand (2:1, 0:3). Am 19. Oktober 1968 kam Habermann auch zu seinem einzigen internationalen Auswahleinsatz. Zusammen mit seinen Rostocker Mannschaftskameraden Hergesell und Drews spielte er in der B-Nationalmannschaft gegen das B-Team von Polen (1:0).
Seine letzte Oberligasaison bei Hansa Rostock spielte Habermann 1970/71. Auf sein Konto kamen 100 Punktspieleinsätze mit 12 Toren in der höchsten Spielklasse, neun Spiele und drei Tore im nationalen Pokal und 13 europäische Pokalspiele. Mit dem SC Empor/FC Hansa wurde er zweimal DDR-Vizemeister. Seine aktive Laufbahn beendete Habermann beim drittklassigen Bezirksligisten Schiffahrt/Hafen Rostock, mit dem er 1972 in die DDR-Liga aufstieg.